# Старые Брынзены
Старые Брынзены (рум. Brînzenii Vechi, Брынзений Векь) — село в Теленештском районе Молдавии. Наряду с селом Новые Брынзены входит в состав коммуны Новые Брынзены.

## География
Село расположено на реке Реут, на высоте 68 метров над уровнем моря.

## Население
По данным переписи населения 2004 года, в селе Брынзений Векь проживает 1906 человек (958 мужчин, 948 женщин).
Этнический состав села:
| Национальность | Число жителей | Процентный состав |
| -------------- | ------------- | ----------------- |
| молдаване      | 1858          | 97.48             |
| румыны         | 22            | 1.15              |
| украинцы       | 18            | 0.94              |
| русские        | 7             | 0.37              |
| болгары        | 1             | 0.05              |
| Всего          | 1906          | 100%              |

## Галерея
- Церковь Покрова Богородицы
- ГЭС на реке Реут